# Carrer Jovara
El Carrer Jovara és una via del municipi de Calella (Maresme) amb alguns elements inclosos en l'Inventari del Patrimoni Arquitectònic de Catalunya.

## Número 175

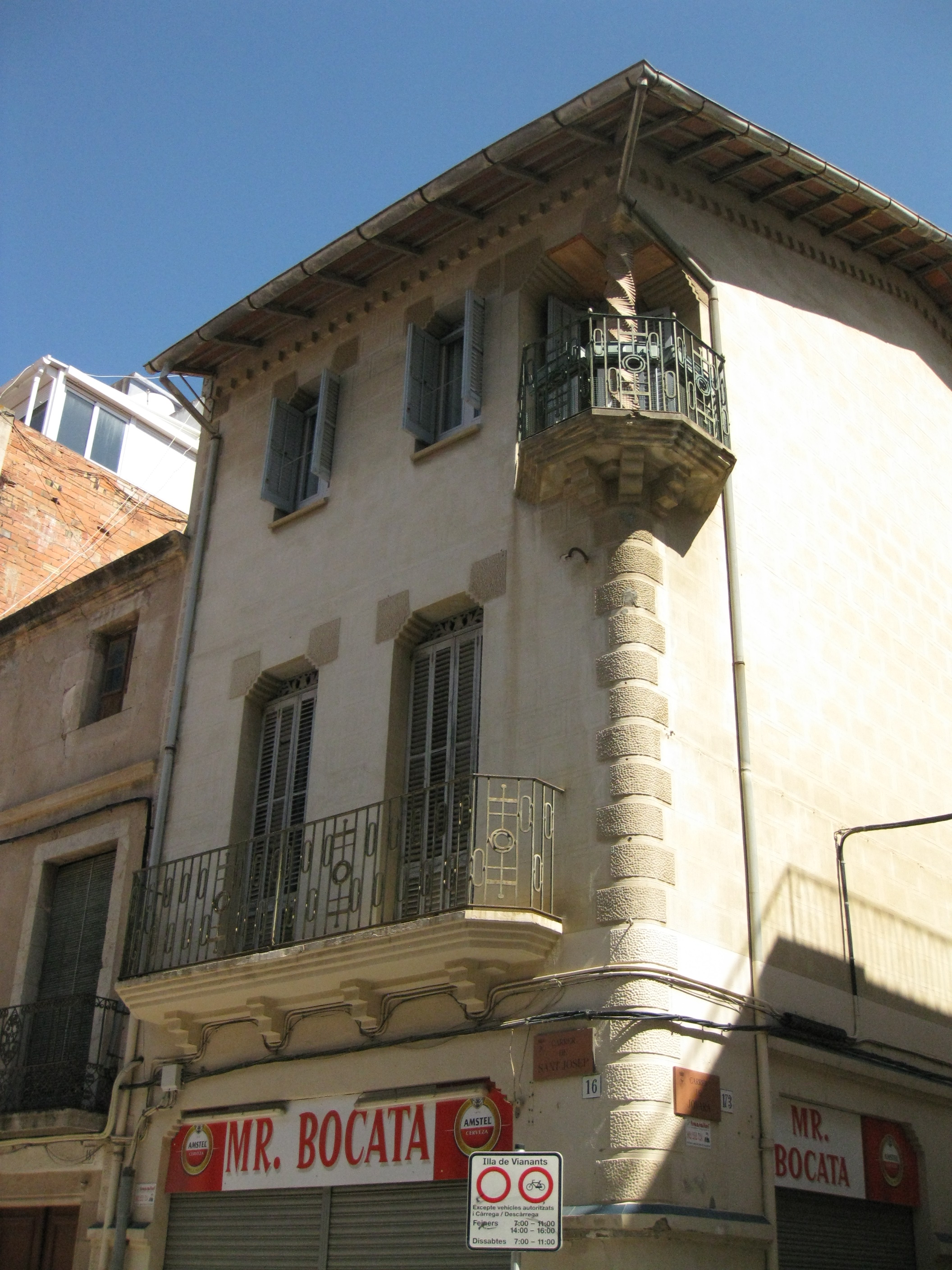
Número 175 del carrer Jovara

Casa d'estil modernista amb elements de factura nord-europea a la façana. Per exemple els angles dentats de les finestres i les decoracions arrebossades dels costats d'aquestes; també la disposició de les cobertes i els carreus mitjans cantoners. L'ús de l'obra vista el veiem solament en les columnes salomòniques del balcó angular. Destaca en el portal d'entrada l'eixamplament cap endins del contorn amb els angles dentats.

## Número 166
El número 166 del carrer Jovara és una obra del municipi de Calella (Maresme) inclosa en l'Inventari del Patrimoni Arquitectònic de Catalunya. És un habitatge al carrer de Jovara (entre Bartrina i Batlle), amb una façana que s'afegeix com a elements decoratius d'una casa pròpia del carrer principal. Destaca per l'arrebossat de la façana. Pel que fa a les façanes arrebossades, utilitza els motius florals esgrafiats, les formes corbes als guardapols de les finestres i al coronament del terrat. Aquests exemple és una de les poques mostres de l'arquitectura modernista a Calella.